# Robin Williams
Robin McLaurin Williams (21 tháng 7 năm 1951 – 11 tháng 8 năm 2014) là diễn viên và nghệ sĩ hài người Mỹ. Ông nổi tiếng nhờ những bộ phim thành công về mặt chuyên môn như The World According to Garp (1982), Good Morning, Vietnam (1987), Dead Poets Society (1989), Awakenings (1990), The Fisher King (1991), và Good Will Hunting (1997), Popeye (1980), Hook (1991), Aladdin (1992), Mrs. Doubtfire (1993), Jumanji (1995), The Birdcage (1996), Bicentennial Man (1999), Night at the Museum (2006), Happy Feet (2006), và Happy Feet Two (2011). Ông cũng diễn xuất trong video "Don't Worry, Be Happy" bởi Bobby McFerrin.
Ông đã ba lần được đề cử Giải Oscar cho "Nam diễn viên chính xuất sắc nhất" và nhận giải "Diễn viên nam phụ xuất sắc nhất". Ông cũng từng nhận được hai giải thưởng Emmy, bốn giải thưởng Quả cầu vàng, hai giải Screen Actors Guild và năm giải Grammy.
Ngày 11 tháng 8 năm 2014, ông được tìm thấy trong tình trạng bất tỉnh tại tư gia ở Paradise Cay, California và được xác nhận qua đời ở tuổi 63. Nguyên nhân cuối cùng được đưa ra là do thắt cổ tự tử.

## Tiểu sử

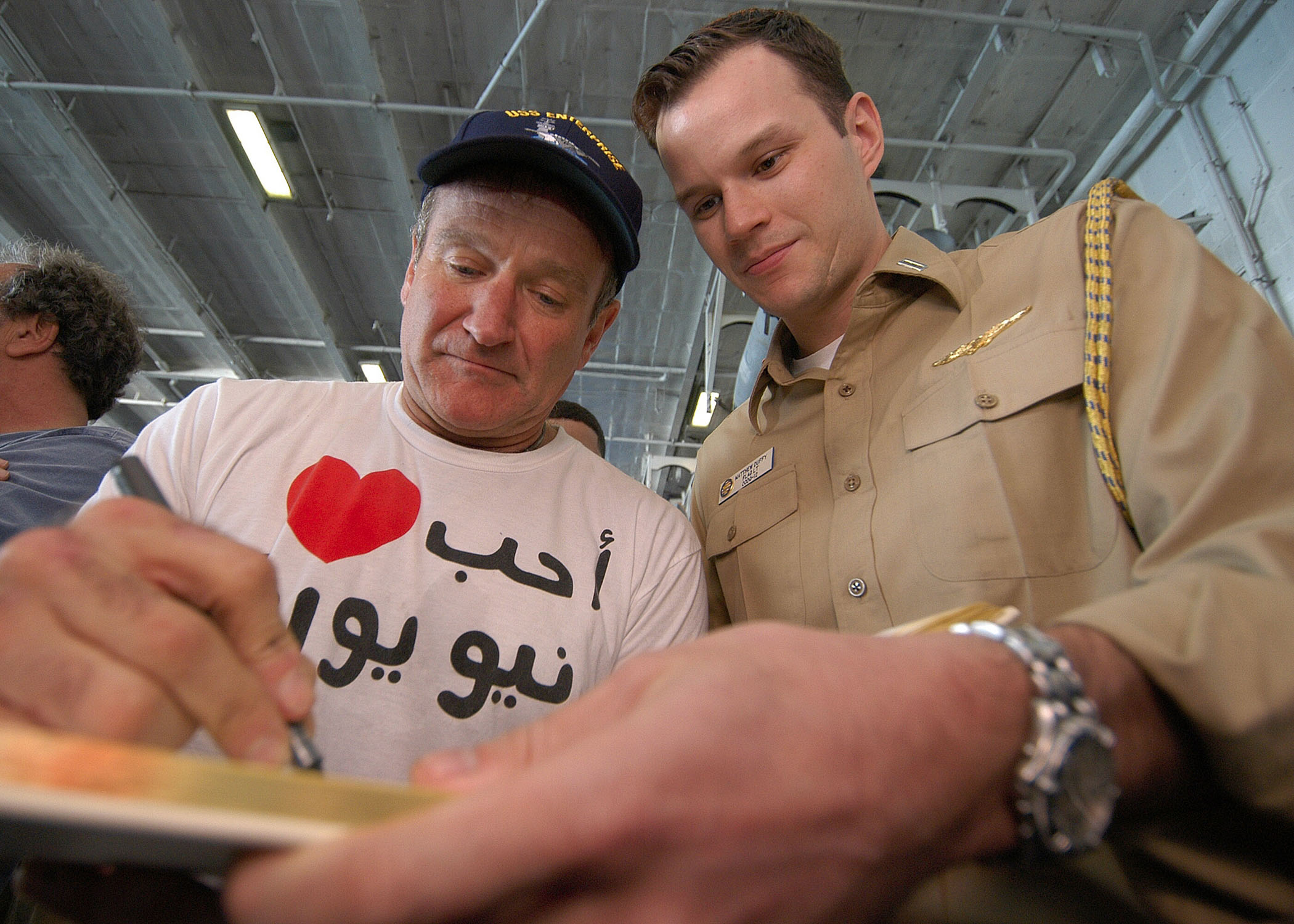
Williams đang ký tên cho người hâm mộ

Williams Robin McLaurin Williams được sinh ra tại Chicago, Illinois và lớn lên tại Bloomfield Hills, Michigan và Quận Marin, California sinh ngày 21 tháng 7 năm 1951.
Mẹ của ông, Laura McLaurin (nhũ danh Smith, 24 tháng 9 năm 1922 – 4 tháng 9 năm 2001), là một cựu người mẫu từ New Orleans, Louisiana. Cha của ông, Robert Fitzgerald Williams (10 tháng 9 năm 1906 – 18 tháng 10 năm 1987) là một người điều hành cấp cao tại Công ty Ford Motor phụ trách khu vực miền Trung Tây. Ông kị ngoại (ông tổ ngoại) của ông là thượng nghị sĩ và thống đốc Mississippi Anselm J. McLaurin.. Tổ tiên của Williams bao gồm: Anh, Wales, Ireland, Scotland, Đức và Pháp.. Ông lớn lên trong Giáo hội Hoa Kỳ (trong khi mẹ của ông thực hành Giáo hội Cơ đốc Khoa học).. Ông lớn lên ở Bloomfield Hills, Michigan, nơi ông theo học Trường Detroit Country Day, và sau đó chuyển đến Woodacre, quận Marin, California, nơi ông theo học Trường trung học Redwood công lập ở gần Larkspur, California. Williams học tại Claremont McKenna College (lúc đó được gọi là trường Claremont Men's College). Williams rời Claremont và đạt được học bổng toàn phần vào Trường Juilliard danh giá.
Trong giữa Claremont và Juilliard, ông nhập học Đại học Marin theo học ngành sân khấu.
Ông phải chật vật chống chứng nghiện cocaine và rượu trong những năm 1980 và có tâm lý không tốt suốt nhiều thập kỷ. Ông chiến đấu với chứng nghiện cocaine và rượu đầu những năm 1980 nhưng đã cai được 20 năm. Tháng 7/2014, ông tiếp tục phải quay lại Trung tâm điều trị chống chứng nghiện Hazelden ở Minnesota.

## Gia đình
Williams kết hôn với người vợ đầu tiên với bà Valerie Velardi vào năm 1978. Hai người chia tay sau 10 năm chung sống do ông bị phát hiện ngoại tình với một nữ nhân viên phục vụ quầy rượu. Ông và bà vợ đầu tiên có một con trai tên Zachary.
Người vợ thứ hai của Robin Williams là bà Marsha Garces vốn là vú em của gia đình. Cô và Robin làm đám cưới vào năm 1989 bà Marsha Garces đang mang bầu con gái của hai người. Chỉ một năm sau khi hoàn tất thủ tục ly dị với người vợ thứ nhất, Robin đã kết hôn với bà Marsha Garces. Ông và Marsha chung sống từ năm 1989 tới năm 2008 và có một con trai và một con gái.
Người vợ thứ ba của Robin là nhà thiết kế Susan Schneider, họ tổ chức đám cưới vào năm 2011.

## Qua đời

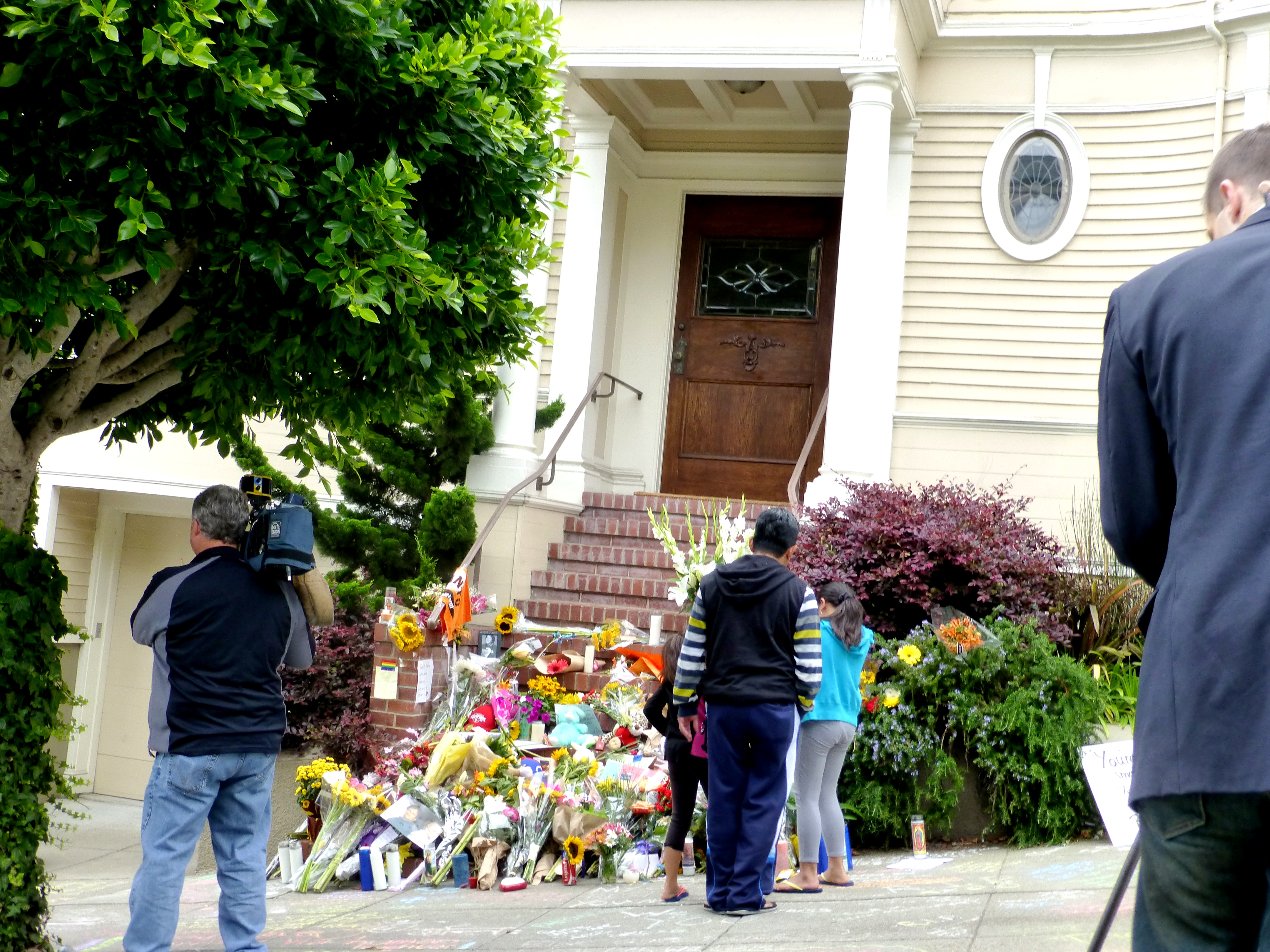
Người hâm mộ đang đặt hoa tưởng nhớ Williams tại các bậc thang trước căn nhà từng được sử dụng để ghi hình phim Mrs. Doubtfire tại San Francisco

Williams được tìm thấy trong tình trạng bất tỉnh tại tư gia ngoài California gần trưa 11 tháng 8 năm 2014 (giờ địa phương) và được xác nhận qua đời vào lúc 12:02 trưa cùng ngày. Nguyên nhân ban đầu do Cảnh sát Paradise Cay được cho là tự tử bằng cách tự làm ngạt. Theo người đại diện của Williams, ông phải trải qua tình trạng suy sụp trong suốt thời gian trước khi qua đời, dù không hề khẳng định đó là lý do mà Williams tự tử. Kết quả giám định cuối cùng cho rằng ông đã thắt cổ tự tử

## Danh sách phim tham gia
- Can I Do It 'Till I Need Glasses? (1977)
- Popeye (1980)
- The World According to Garp (1982)
- The Survivors (1983)
- Moscow on the Hudson (1984)
- The Best of Times (1986)
- Club Paradise (1986)
- Seize the Day (1986)
- Good Morning, Vietnam (1987)
- Portrait of a White Marriage (1988)
- The Adventures of Baron Munchausen (1988)
- Dead Poets Society (1989)
- Cadillac Man (1990)
- Awakenings (1990)
- Dead Again (1991)
- The Fisher King (1991)
- Hook (1991)
- I'm From Hollywood (1992) (phim tài liệu)
- Shakes the Clown (1992)
- FernGully: The Last Rainforest (1992) (lồng tiếng)
- From Time to Time (1992) (lồng tiếng)
- Aladdin (1992)
- Toys (1992)
- Being Human (1993)
- Mrs. Doubtfire (1993)
- Nine Months (1995)
- To Wong Foo, Thanks for Everything! Julie Newmar (1995)
- Jumanji (1995)
- Aladdin and the King of Thieves (1995) (lồng tiếng)
- The Birdcage (1996)
- Jack (1996)
- The Secret Agent (1996)
- Hamlet (1996)
- Fathers' Day (1997)
- Deconstructing Harry (1997)
- Flubber (1997)
- Good Will Hunting (1997)
- What Dreams May Come (1998)
- Junket Whore (1998) (phim tài liệu)
- Patch Adams (1998)
- Get Bruce (1999) (phim tài liệu)
- Jakob the Liar (1999)
- Bicentennial Man (1999)
- A.I.: Artificial Intelligence (2001) (lồng tiếng)
- One Hour Photo (2002)
- Death to Smoochy (2002)
- Insomnia (2002)
- The Rutles 2: Can't Buy Me Lunch (2002)
- The Final Cut (2004)
- House of D (2004)
- Noel (2004)
- The Aristocrats (2005) (phim tài liệu)
- Robots (2005) (lồng tiếng)
- The Big White (2005)
- In Search of Ted Demme (2005)
- The Night Listener (2006)
- Happy Feet (2006) (lồng tiếng)
- R.V. (2006)
- August Rush (2006)
- The Krazees (2006)
- Night at the Museum (2006)
- Cloverfield (2009)
- Night at the Museum: Battle of the Smithsonian (2009)
- Happy Feet 2 (2011) (lồng tiếng)
- Stage Left: A Story of Theater in the Bay Area (2011)
- The Big Wedding (2013)
- The Face of Love (2013)
- The Butler (2013)
- The Angriest Man in Brooklyn (2014)
- Night at the Museum: Secret of the Tomb (2014)
- Boulevard (2014)
- Merry Friggin' Christmas (2014)
- Absolutely Anything (2015) (lồng tiếng)

## Đĩa nhạc
- Reality...What a Concept (1977)
- Throbbing Python of Love (1983)
- A Night at the Met (1986)
- Pecos Bill (1988)
- Live 2002 (2002)